# Głęboczek (gmina Skępe)
Głęboczek – kolonia w Polsce, w województwie kujawsko-pomorskim, w powiecie lipnowskim, w gminie Skępe.
Do 2023 miejscowość była osadą wsi Żagno.
W latach 1975–1998 osada administracyjnie należała do województwa włocławskiego.